# Blue Jimmy: The Horse Stealer
Blue Jimmy: The Horse Stealer is een kort verhaal dat in samenwerking werd geschreven door Thomas Hardy en zijn tweede vrouw, Florence Dugdale. Het werd gepubliceerd in de Cornhill Magazine in februari 1911. Deze vertelling werd, samen met andere niet eerder gebundelde verhalen, opgenomen in de in 1992 uitgebrachte verzameling The Excluded and Collaborative Stories, onder redactie van Pamela Dalziel. Zoals de titel van deze uitgave aangeeft, gaat het hierbij niet alleen om de niet eerder gebundelde verhalen, maar ook om vertellingen die de schrijver produceerde in samenwerking met anderen, met name Florence Henniker en Florence Dugdale.
Florence Dugdale, die 39 jaar jonger was dan Hardy, was een schrijfster van kinderverhalen. In haar verhalen voor volwassenen werd zij, naar wordt aangenomen, geassisteerd door haar man. Hardy-biograaf Robert Gittings heeft wel gesuggereerd dat het onderhavige verhaal van Hardy's hand was, maar dat hij het op haar naam stelde. Hardy-kenner Pamela Dalziel stelt echter dat er wel degelijk sprake was van samenwerking, gezien Hardy's handschrift op de drukproeven.
Het verhaal opent met twee regels uit Hardy's verhalende gedicht The Trampwoman's Tragedy uit 1903:

Blue Jimmy stole full many a steed

Ere his last fling he flung.

## Het verhaal
James Clace, bijgenaamd Blue Jimmy (onbekend is hoe hij aan deze bijnaam kwam) was een gerenommeerd paardendief. Niet dat hij dat nodig had om in zijn levensonderhoud te voorzien, want volgens berichten was hij op zijn minst welgesteld of in elk geval prima in staat om op een eerlijke wijze te leven als hij dat had gewild. De kwestie was gewoon dat hij het niet laten kon. Hij stal talloze paarden, die hij op gewiekste wijze aan nietsvermoedende afnemers wist te slijten.
Negentien keer stond Jimmy voor deze vergrijpen voor de rechter, maar tot en met de achttiende rechtszaak werd hij steeds vrijgesproken wegens gebrek aan bewijs. De achttiende zaak was penibel en vergde veel onderzoek. Jimmy wist een gestolen merrie te verkopen aan een argeloze boer, aangemoedigd door een neef die beweerde Jimmy te kennen als een eerlijk man. De koop kwam tot stand middels een ruil voor een ander paard, aangevuld met een geldbedrag. De koper was er later echter niet gerust op en toen hij Jimmy in een herberg ontmoette, zei hij dat hij de koop ongedaan wilde maken. Jimmy ging hier zogenaamd gretig op in, voorzag de man van drank en rookgerei, waarna hij aangaf het andere paard uit de stal te gaan halen. Vervolgens verdween hij spoorloos en liet de verbaasde koper achter met de kosten voor zijn vertering en die van Jimmy. De koper verkocht het paard uiteindelijk aan een ander, blij ervan af te zijn. Een heer uit Cornwall doet enige tijd later navraag naar zijn gestolen merrie en uit de uitvoerige beschrijving van de tekeningen op het dier lijkt het inderdaad het paard in kwestie. De verdediging weet het echter te bewijzen dat er vele paarden zijn die aan de beschrijving zouden kunnen voldoen, waarna Jimmy opnieuw vrijuit gaat.

Als de negentiende rechtszaak zich aandient en Jimmy verneemt dat de rechter dezelfde is als bij zijn vorige zaak, beseft hij dat het gedaan is met hem. Hij wordt ter dood veroordeeld. Voor hij in Ilchester wordt opgehangen verklaart hij dat hij altijd de regel heeft gevolgd om nooit een paard te stelen van mensen die eerlijker waren dan hijzelf, maar wel van vrekken, advocaten en dominees; anders zou hij er nog wel veel meer hebben gestolen.